# Mongardino
(Proverbio paesano)
Mongardino (Mongardin o Mongarden [mʊŋɡarˈdɨŋ, -ˈdɛŋ] in piemontese) è un comune italiano di 843 abitanti della provincia di Asti, nel territorio storico dell'Astesana in Piemonte.

## Geografia fisica
Il territorio di Mongardino è completamente collinare, come la gran parte della provincia di Asti che scende verso il Monferrato. I versanti dei colli sono coltivati soprattutto a vite, anche se non mancano i noccioleti e alcune aree reinboschite. Il centro urbano, parimenti a quello alle frazioni, si sviluppa soprattutto sulla sommità dei colli.

## Storia
In epoca antica il territorio di Mongardino fu popolato dai Liguri e in seguito dai Romani. Dopo aver subìto le invasioni barbariche dei Visigoti, la zona passò sotto il controllo dei Longobardi e poi dei Franchi. Le dominazioni che si susseguirono in seguito riflettono il destino della contea di Asti, della quale il paese faceva parte: nel 1387 il dominio venne ceduto quale dote personale di Valentina Visconti al marito Luigi I di Valois-Orléans, appartenente alla dinastia degli Orléans. Ritornò nuovamente ai Visconti dopo la cattura di Carlo di Valois-Orléans ad Azincourt e nuovamente ai francesi dopo la liberazione di Carlo. Rimase sotto il dominio d'Orléans fino alla conquista spagnola, e venne poi ceduto dall'imperatore Carlo V d'Asburgo quale dote di nozze per sua cognata, Beatrice del Portogallo, che sposò il duca Carlo II di Savoia. Da quel momento Mongardino fece parte delle varie incarnazioni dello Stato sabaudo fino all'Unità d'Italia.

### Simboli
Lo stemma e il gonfalone sono stati concessi con decreto del presidente della Repubblica del 2 aprile 2001.
Il gonfalone è un drappo di bianco.

## Monumenti e luoghi d'interesse

### Architetture religiose
- Chiesa parrocchiale dedicata ai santi Vincenzo e Giovanni Battista.
- Sacro Monte, ubicato sul colle S. Antonio, è stato edificato nel 1739 ed è composto da una chiesetta e da diciotto cappelle della Via Crucis.
- Santuario dedicato alla Madonna, situato nella frazione omonima, edificato nel 1706.

## Società

### Evoluzione demografica
In cento anni, dagli inizi del XX secolo, la popolazione residente si è praticamente dimezzata.
Abitanti censiti

## Cultura

### Cucina
Tipico di Mongardino è un antico dolce chiamato mon, che significa "mattone" in piemontese, dalla forma del contenitore nel quale viene preparato. Si tratta di una preparazione simile al tiramisù ma più compatta, nella quale si alternano strati di creme bianche e nere su una base di biscotti savoiardi o simili, ammorbiditi con marsala (ma anche rum o caffè) con l'aggiunta di cioccolato amaro, gianduia e nocciole tritate.

## Economia
Mongardino è un comune prevalentemente agricolo, dove la produzione di vino è la principale risorsa economica. Fra i più importanti vitigni coltivati nel paese vi sono la Barbera e il Grignolino, ma anche il Nebbiolo.

## Infrastrutture e trasporti
Mongardino è dotato dell'omonima stazione sulla Ferrovia Asti-Genova.

## Amministrazione
Di seguito è presentata una tabella relativa alle amministrazioni che si sono succedute in questo comune.
| Periodo        | Periodo        | Primo cittadino       | Partito                                       | Carica  | Note  |
| -------------- | -------------- | --------------------- | --------------------------------------------- | ------- | ----- |
| 7 giugno 1985  | 19 giugno 1990 | Giuseppino Perroncito | Democrazia Cristiana                          | Sindaco | [ 7 ] |
| 19 giugno 1990 | 24 aprile 1995 | Giuseppino Perroncito | Democrazia Cristiana                          | Sindaco | [ 7 ] |
| 24 aprile 1995 | 14 giugno 1999 | Giuseppino Perroncito | centro-destra                                 | Sindaco | [ 7 ] |
| 14 giugno 1999 | 14 giugno 2004 | Giuseppe Perroncito   | lista civica                                  | Sindaco | [ 7 ] |
| 14 giugno 2004 | 7 giugno 2009  | Daniele Prasso        | lista civica                                  | Sindaco | [ 7 ] |
| 8 giugno 2009  | 26 maggio 2014 | Barbara Baino         | lista civica Vivi Mongardino                  | Sindaco | [ 7 ] |
| 26 maggio 2014 | 27 maggio 2019 | Barbara Baino         | lista civica Vivi Mongardino                  | Sindaco | [ 7 ] |
| 27 maggio 2019 | 9 giugno 2024  | Barbara Baino         | lista civica Vivi Mongardino                  | Sindaco | [ 7 ] |
| 10 giugno 2024 | in carica      | Fausto Gulino         | lista civica Vivi Mongardino Crescere Insieme | Sindaco | [ 7 ] |

## Galleria d'immagini

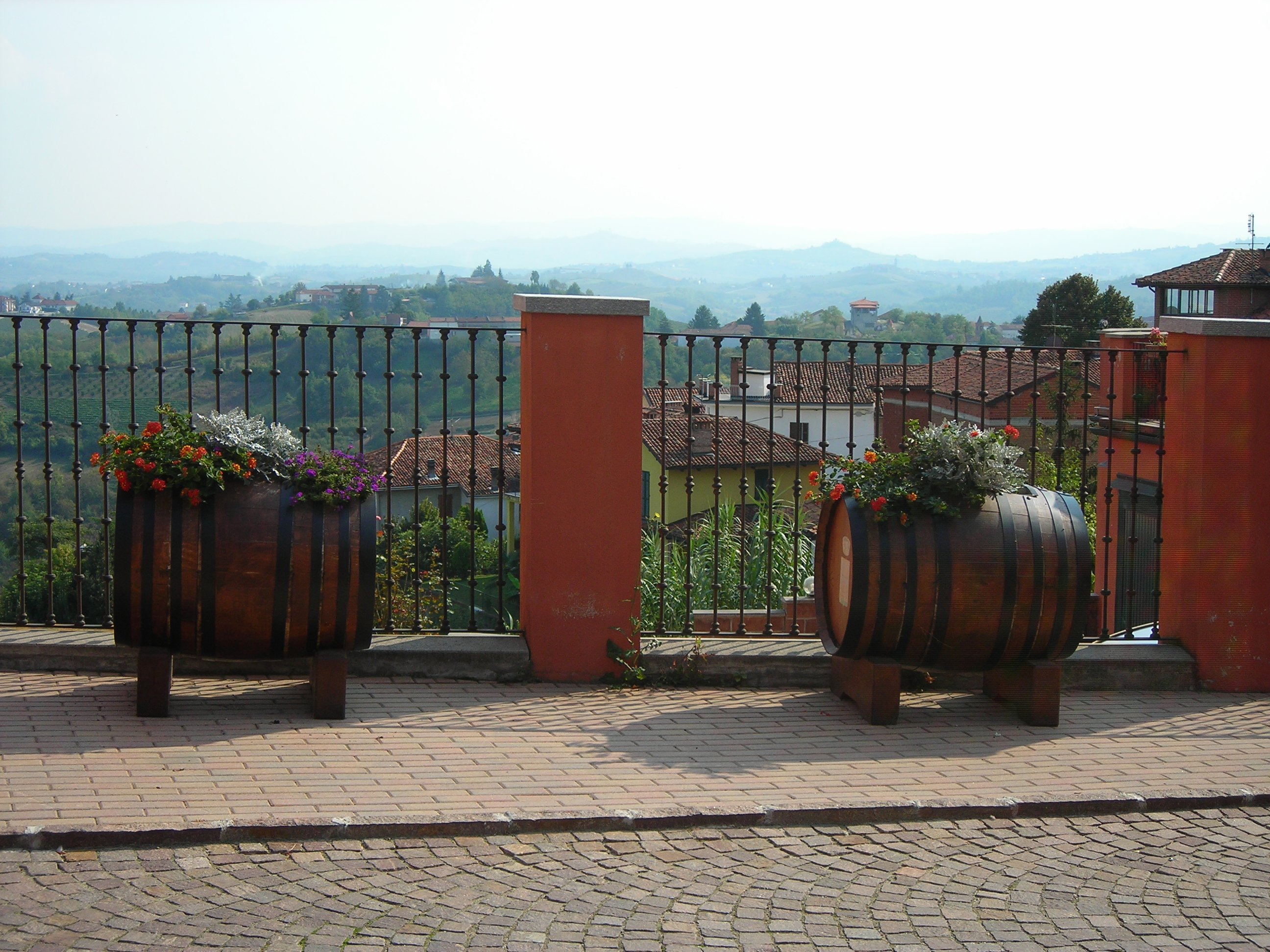
Vista dalla piazza del comune.
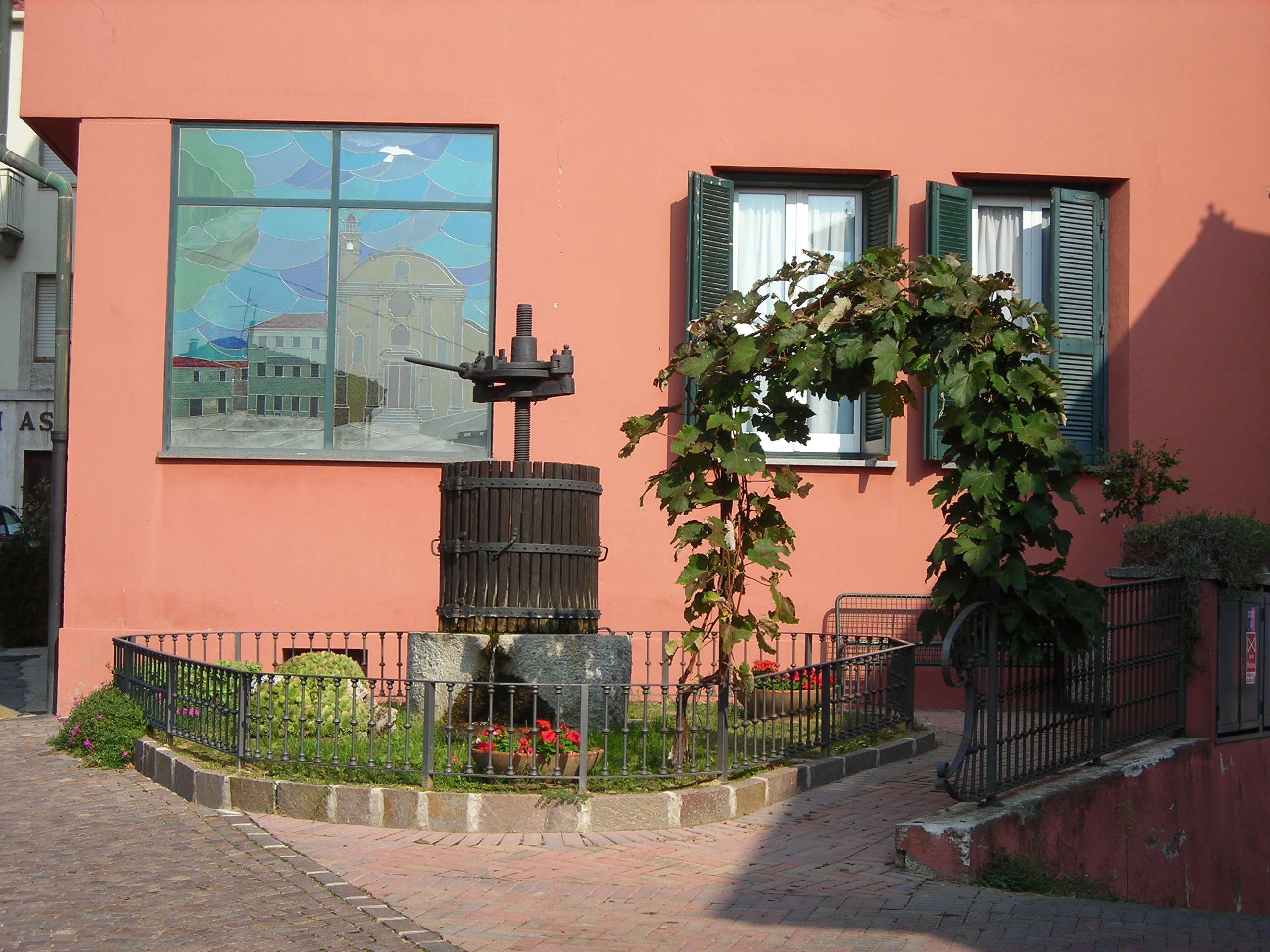
Fontana di fronte al palazzo del comune.
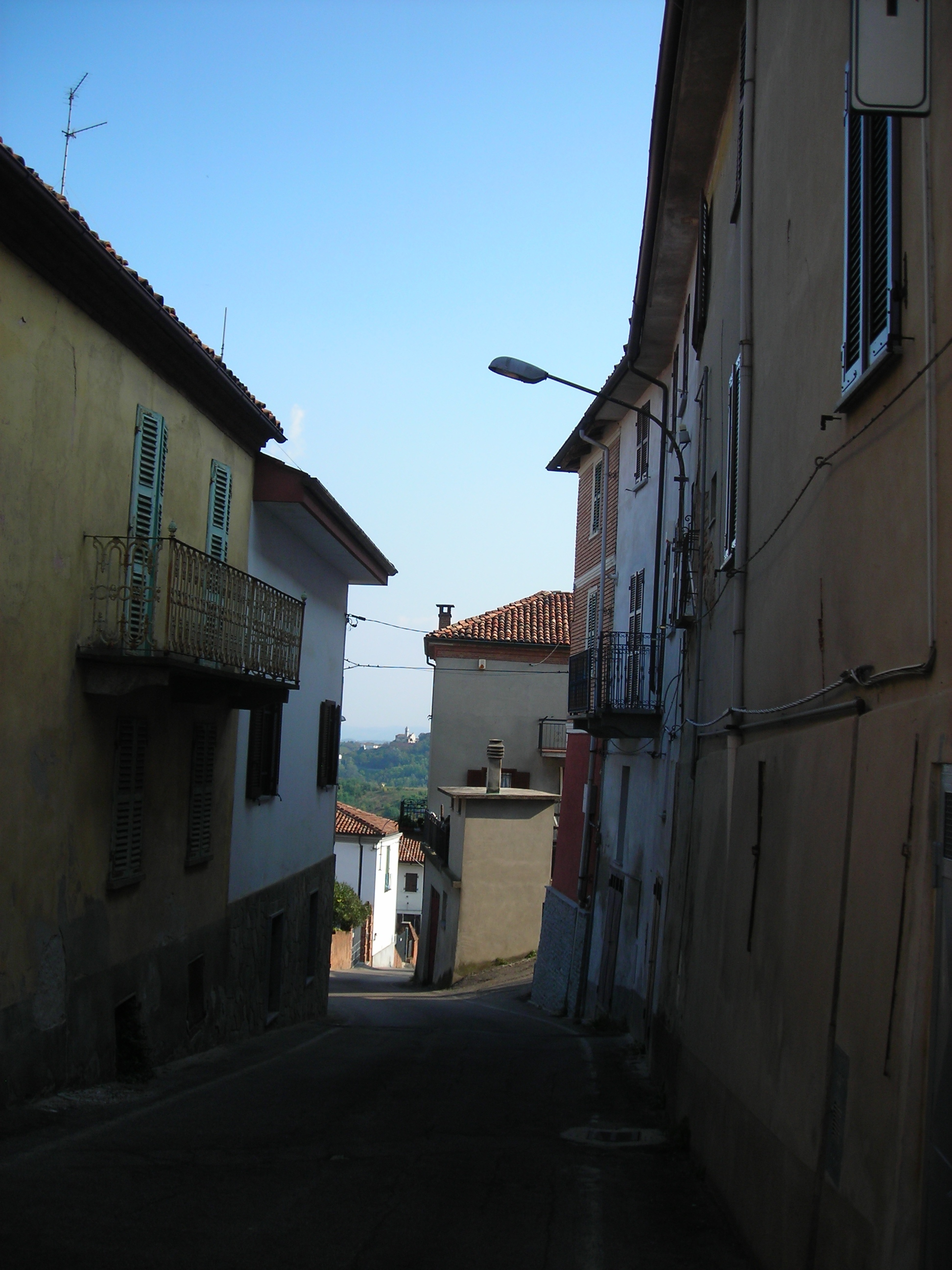
Via Gioberti, detta via lunga.
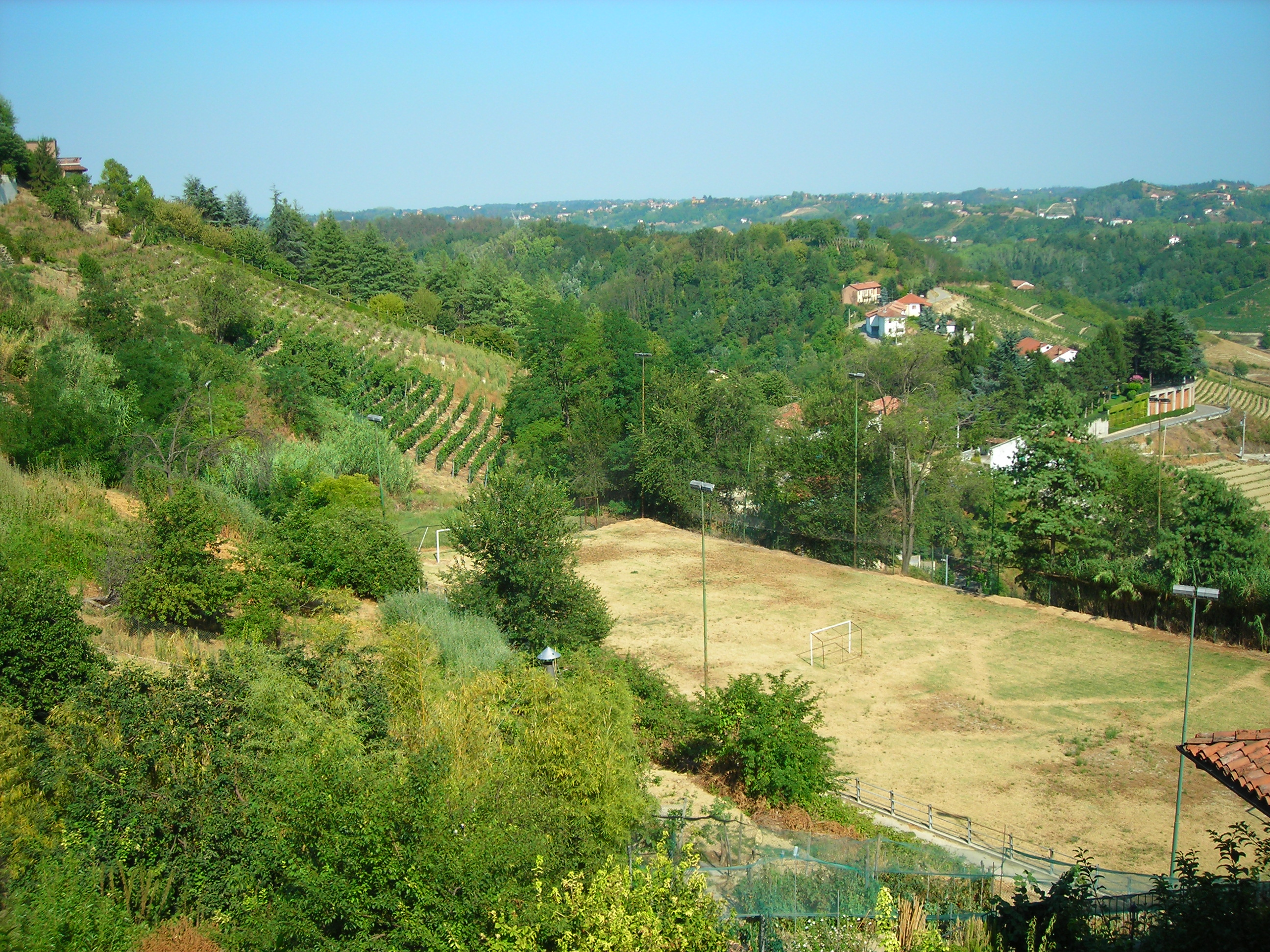
Il campo sportivo.
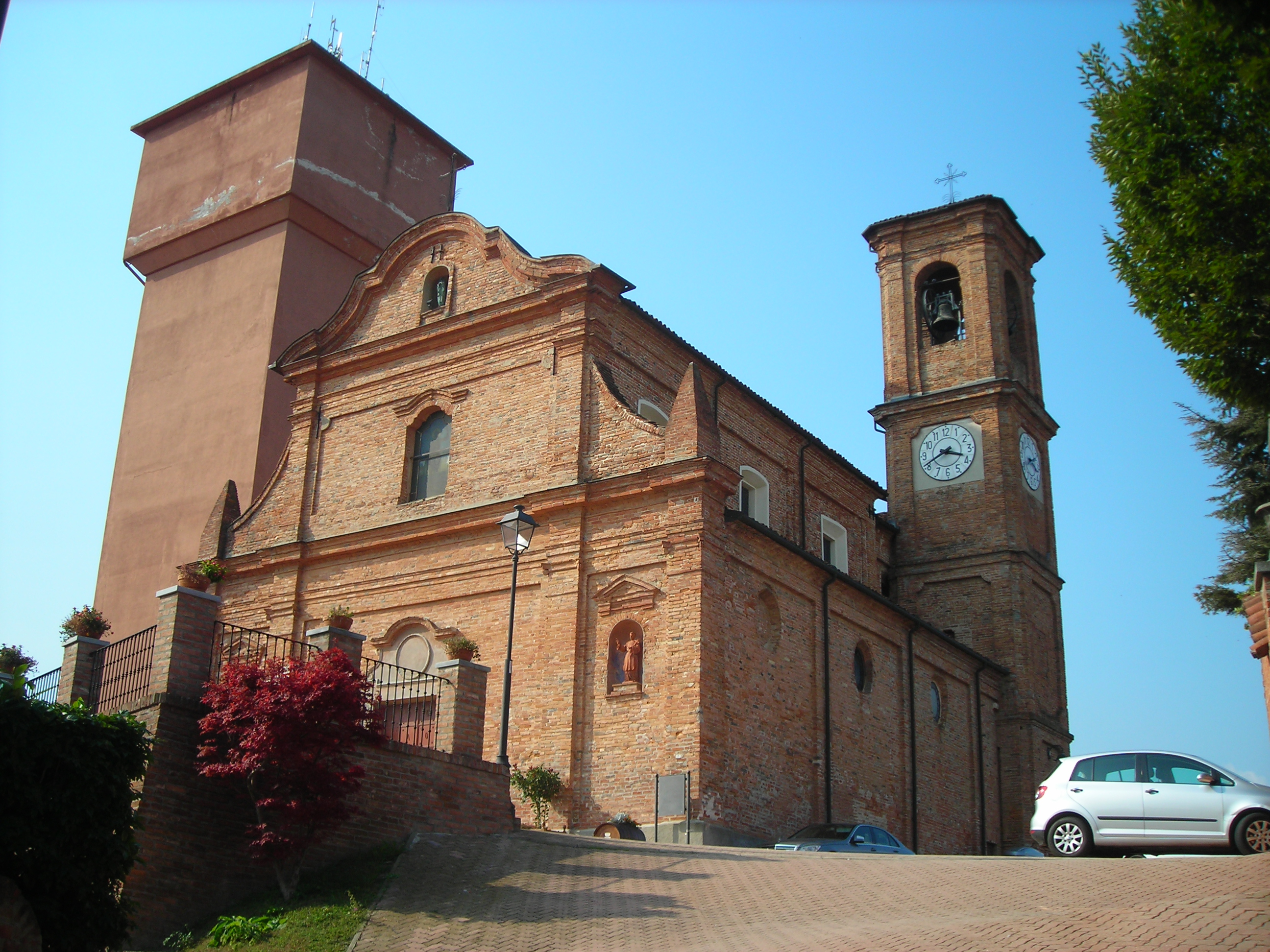
La chiesa, con alle spalle la torre dell'acqua ormai in disuso.
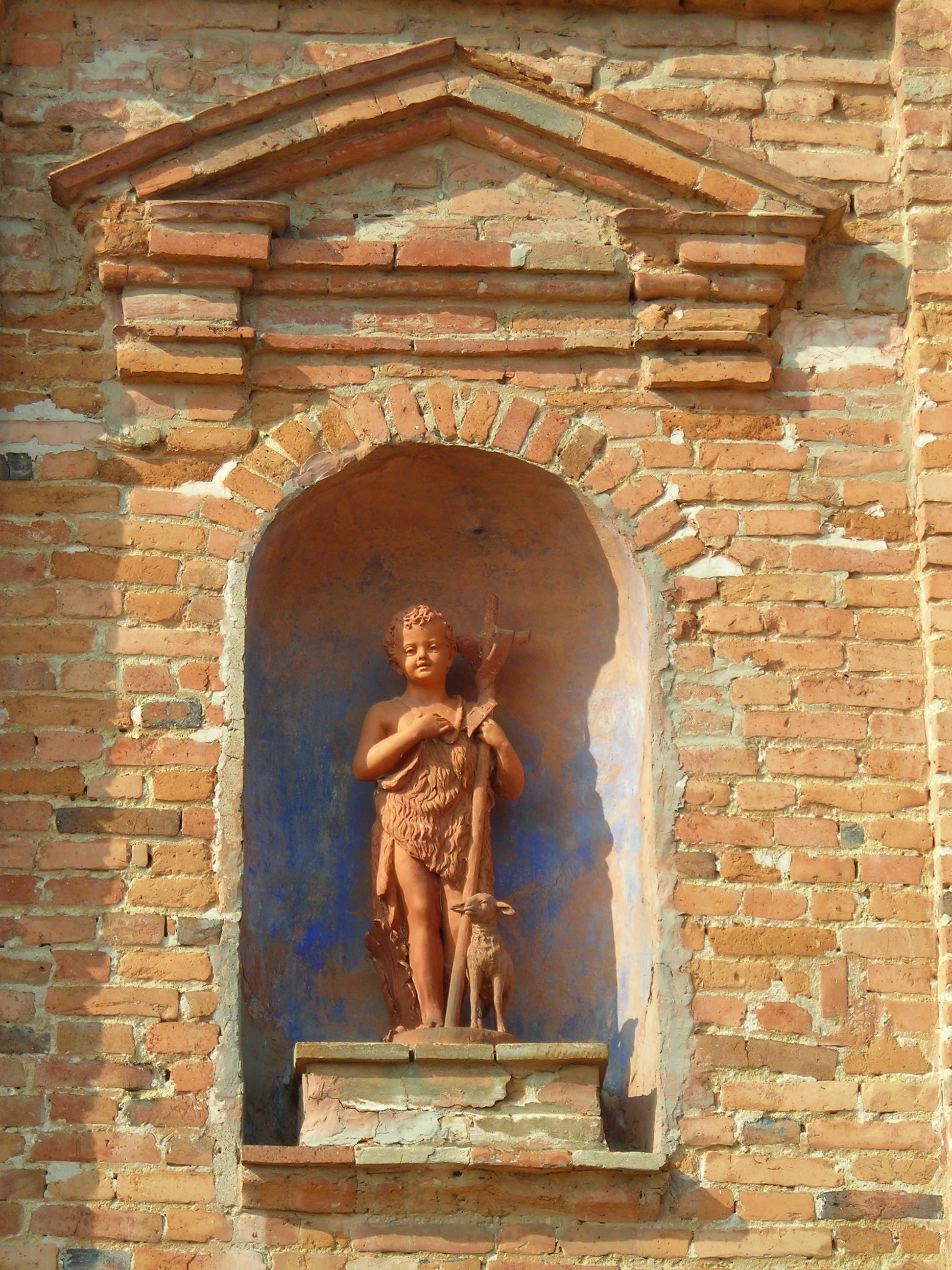
Statua raffigurante Giovanni Battista sulla facciata della chiesa.
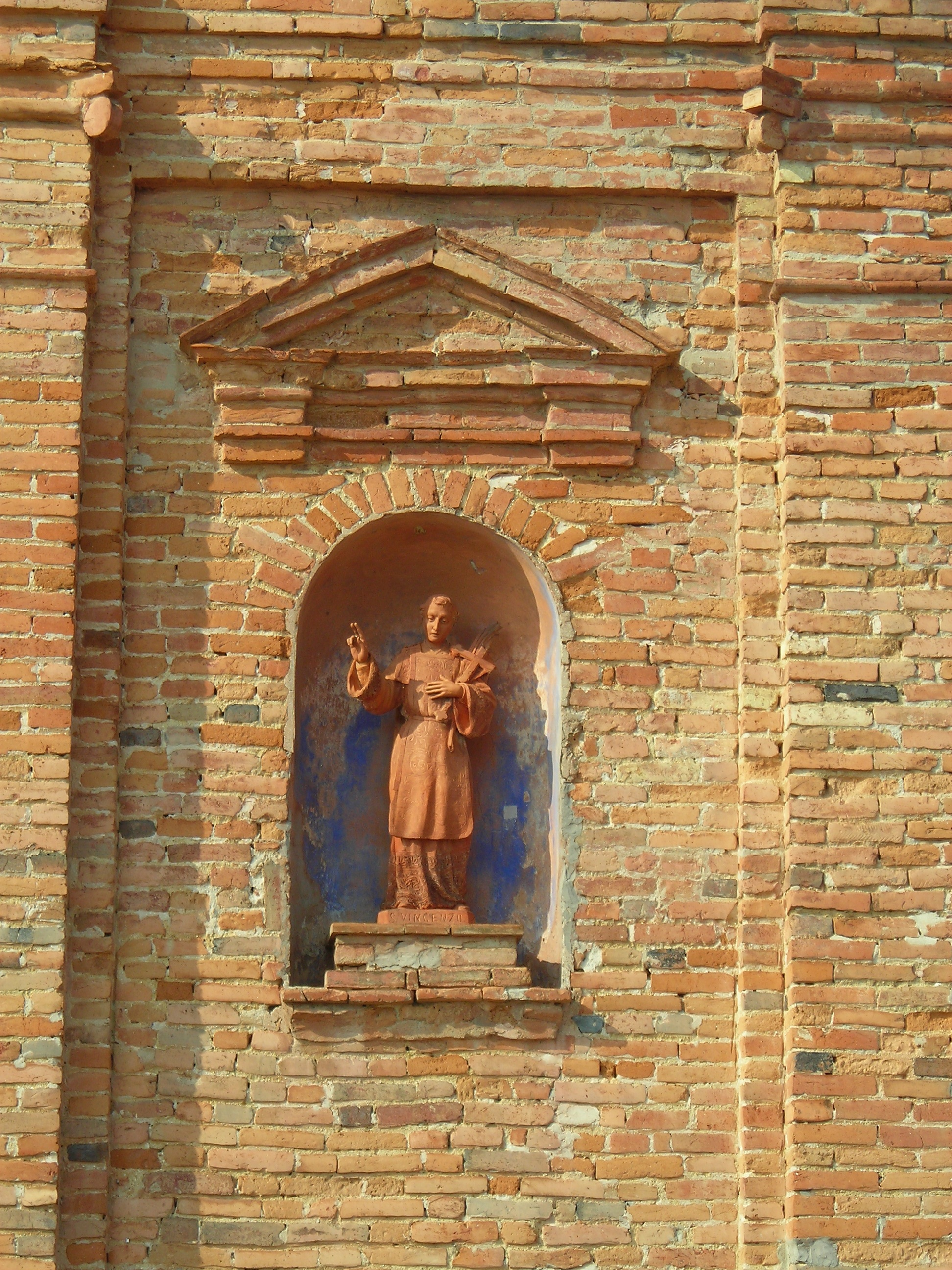
Statua raffigurante S.Vincenzo sulla facciata della chiesa.
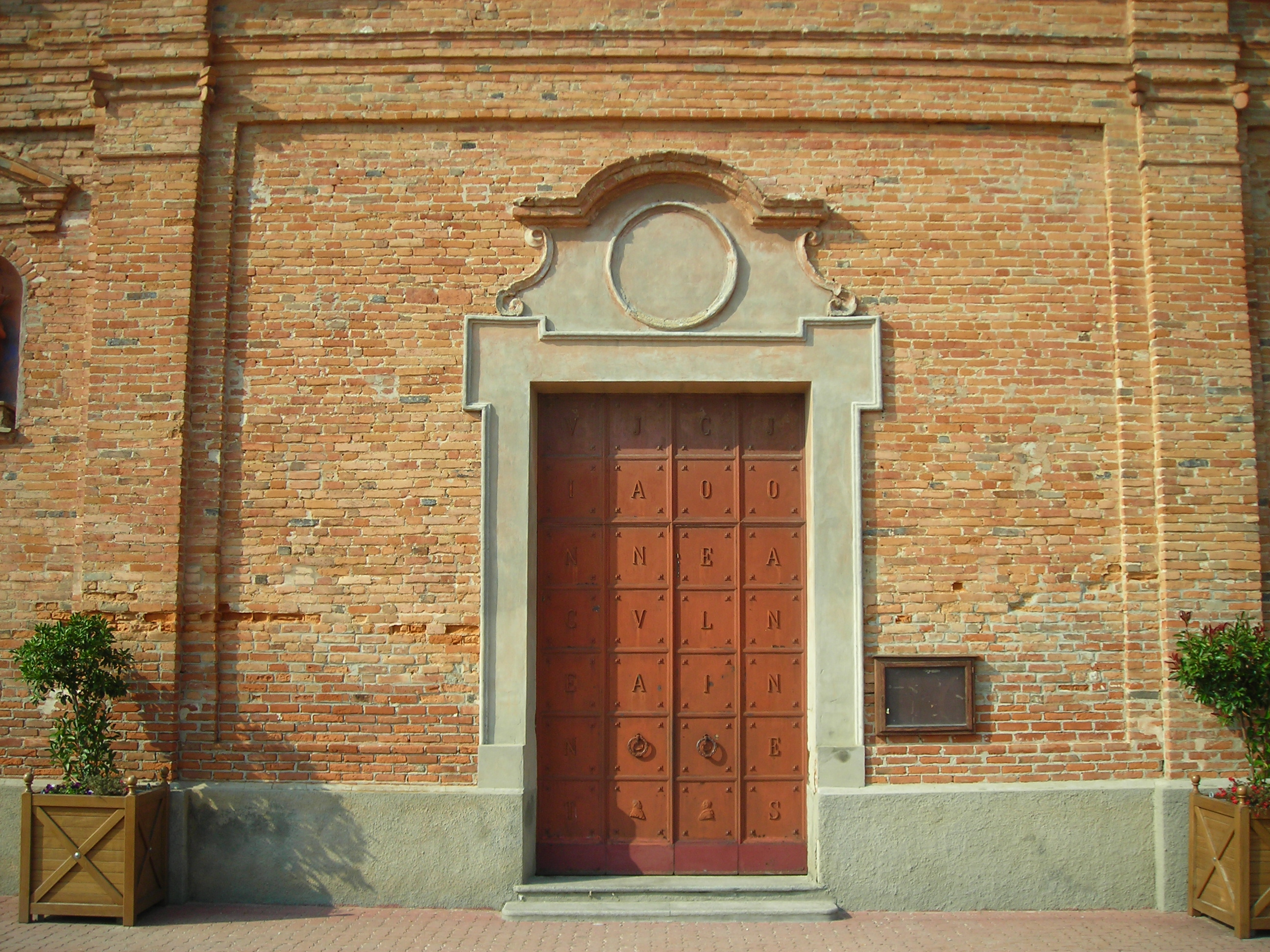
Il Portale della chiesa.
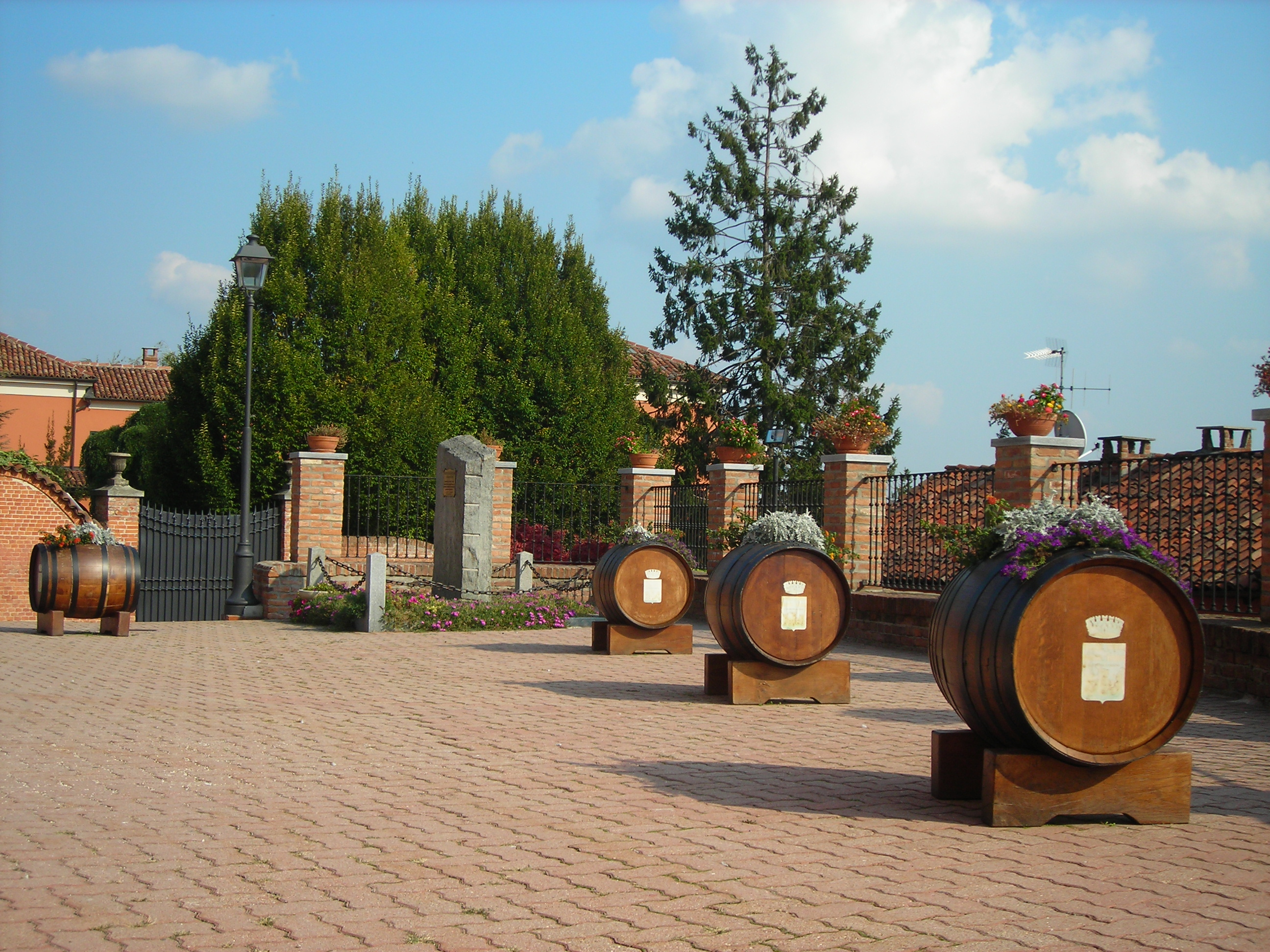
Piazzale della chiesa con il monumento ai caduti.
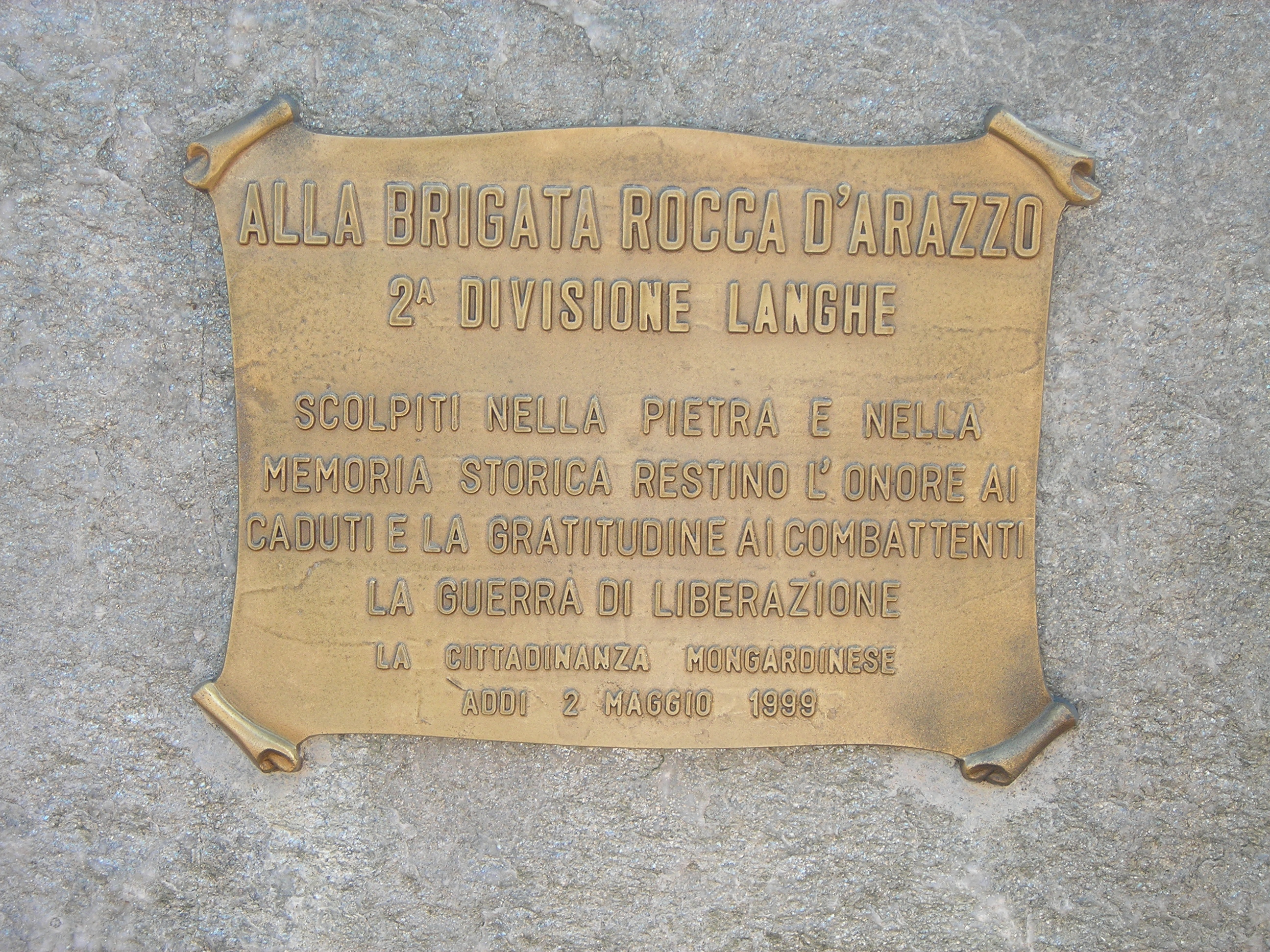
Targa in memoria dei caduti durante la guerra di liberazione.